# Lake Medina Shores
Lake Medina Shores è un census-designated place degli Stati Uniti d'America situato nella contea di Medina e nella contea di Bandera dello Stato del Texas.
La popolazione era di 1.235 persone al censimento del 2010.

## Geografia
Il CDP è situato a 29°38′18″N 98°59′31″W. Secondo l'Ufficio del censimento degli Stati Uniti d'America la città ha un'area totale di 8.78 km², di 8.01 km² sono terra, mentre 0.77 km², corrispondenti all'8,76%% del territorio, sono costituiti dall'acqua.

## Società

### Evoluzione demografica
Secondo il censimento effettuato nel 2010 i residenti del CDP sono 1.235, 749 uomini (60.7%) e 486 donne (39.3%). L'età media per ogni abitante è di 53.9 anni. Il reddito medio delle famiglie al 2013 è di 49,029 dollari. La composizione etnica della città era formata dall'88.91% di bianchi, lo 0.4% di afroamericani, l'1.78% di nativi americani, lo 0.24% di asiatici, il 5.91% di altre razze, e il 2.75% di due o più etnie. Ispanici o latinos di qualunque razza erano il 22.27% della popolazione.